# 찰스 포털
왕립공군 원수 찰스 프레더릭 앨저넌 포털(KG GCB OM DSO & Bar MC DL              , 1893년 5월 21일 ~ 1971년 4월 22일)은 영국 왕립 공군의 고위 장교였다. 그는 제1차 세계 대전에서 폭격기 조종사로 복무했으며, 제1차 세계 대전의 서부 전선에서 경폭격기를 조종하며 비행대장, 이후 비행대장이 되었다.
제2차 세계 대전 초기에 그는 폭격사령부의 총사령관이었다. 그는 독일 산업 지역에 대한 전략적 지역 폭격을 주장했으며, 이를 전쟁 승리 전략으로 보았다. 1940년 10월, 그는 공군참모총장으로 임명되었고, 전쟁이 끝날 때까지 이 직책을 유지했다. 재임 기간 동안 그는 독일에 대한 전략폭격 공세를 지속적으로 지원했으며, 폭격사령부의 파괴력을 향상시키는 데 중요한 패스파인더군의 창설을 주장했다. 그는 영국 왕립 해군이 영국 공군 해안사령부를 지휘하려는 시도를 막아냈고, 영국 육군이 자체적인 육군 항공대를 설립하려는 시도에 저항했다. 포털은 전쟁이 끝난 후 공군에서 은퇴했다. 그는 공급부에서 6년 동안 생산 관리자(원자력)로 근무했다. 이후 포털은 브리티시 알루미늄의 회장이 되었다. 그는 "알루미늄 전쟁"으로 알려진 스테드포드 경의 튜브 인베스트먼츠의 브리티시 알루미늄 적대적 인수 시도를 막는 데 실패했다. 그 후 그는 영국 항공기 기업의 회장을 지냈다.

## 초기 생애
포털은 헝거포드, 버크셔주 에딩턴 하우스에서 에드워드 로버트 포털과 그의 아내 엘리노어 케이트(힐 가문)의 아들로 태어났다. 그의 남동생 제독 레지널드 포털 경 (1894–1983)은 영국 왕립 해군에 입대하여 또한 뛰어난 경력을 쌓았다. 포털 가문은 17세기 잉글랜드에 도착한 위그노 가문 출신이었다. 그는 금세공인이자 극작가인 아브라함 포털과 관련이 있었으며, 더 멀리 제1대 포털 자작 윈덤 포털과도 관련이 있었다.
찰스 포털, 또는 "피터"라는 별명으로 불린 그는 윈체스터 칼리지와 크라이스트 처치 (옥스퍼드)에서 교육을 받았다. 포털은 법정 변호사가 될 생각이었지만, 학위를 마치지 못하고 1914년 사병으로 입대하기 위해 학업을 중단했다.

## 제1차 세계 대전
제1차 세계 대전 초기에 포털은 영국 육군에 입대하여 서부 전선에서 영국 공병대 기계화부대에서 파견대원으로 복무했다.  포털은 육군에 입대한 직후 상등병이 되었고 불과 몇 주 후 소위로 임관되었다. 거의 동시에 포털은 1914년 9월 제1대 이프르 백작 존 프렌치의 첫 보고서에서 칭찬을 받았다. 1914년 12월, 포털은 제1군단 사령부 통신 중대 소속 모든 기수들을 지휘하게 되었다.
1915년 7월, 파견대원의 필요성이 줄어들면서 포털은 영국 왕립 항공대 (RFC)로 전근했다. 그는 처음에는 관측병으로 복무했고, 1915년 11월부터는 비행 장교로 복무했다. 그는 1916년 4월에 조종사로 졸업하고 서부 전선에서 모랑 솔니에 복엽기를 조종하는 제60 비행대에 합류했다. 그는 1916년 7월 16일 서부 전선에서 BE2c 항공기를 조종하는 제3 비행대의 비행대장이 되었다. 포털은 1917년 6월 임시 소령으로 진급했고 동시에 서부 전선에서 RE8 항공기를 조종하는 제16 비행대의 지휘를 맡았다. 그는 1918년 6월 17일 임시 중령으로 진급했고 1918년 8월 그랜섬 왕립 공군 기지의 제24 (훈련) 비행단을 지휘하게 되었다. 포털은 1917년 1월 무공십자훈장을 수여받았으며, 훈장 내용은 다음과 같다:
현저한 전투 용맹을 보였다. 그는 종종 나쁜 날씨와 낮은 고도에서 훌륭한 공중 포병 작업을 수행했으며, 항상 비행에 최고의 모범을 보였다. 한 번은 적기를 격추했다.

그는 또한 1917년 7월 18일에 무공훈장 (DSO)을, 1918년 7월 18일에 DSO 바를 수여받았다. DSO의 훈장 내용은 다음과 같다:
현저한 용맹과 임무에 대한 헌신을 보였다. 그는 수개월 동안 포병과 협력하여 훌륭한 임무를 수행했다. 공격 중에는 적 포대 9개를 침묵시키고 우리 포병의 사거리를 조절하는 데 성공했다. 그의 훌륭한 모범은 매우 귀중했다.

바의 훈장 내용은 다음과 같다:
현저한 용맹과 임무에 대한 헌신을 보였다. 주로 악천후 속에서 4개월 동안 밤낮으로 여러 차례 성공적인 공습을 수행했으며, 그의 독창성과 대담함 덕분에 중요한 적진에 수 톤의 폭탄을 투하할 수 있었다. 어느 날 밤에는 다섯 번이나 전선을 넘었고, 매 비행 사이에 폭탄을 보충하기 위해 착륙할 뿐이었다. 또 다른 날에는 적기 다섯 대를 혼자 상대하여 그 중 세 대를 격추하는 가장 용맹하고 훌륭한 위업을 달성했다. 또 다른 날에는 짙은 안개 속에서도 우리 포대를 적 포대에 조준하여 한 개 진지를 파괴하고 한 발의 화염과 두 번의 폭발을 일으켰으며, 또 다른 날에는 5시간 15분 동안 비행하여 두 번의 매우 성공적인 대포병 사격을 수행하여 350발을 관측했다. 그는 항상 지휘하는 비행대에 가장 훌륭한 모범을 보였다.

## 전간기 경력
1919년 8월, 포털은 영국 왕립 공군의 소령 계급(얼마 후 비행대장으로 재지정됨)으로 영구 임관되었다. 그는 1919년 11월 왕립 공군 크랜웰 칼리지의 수석 비행 교관이 되었고, 1922년 RAF 참모대학을 졸업한 후 1923년 4월 본토 작전을 수행하는 공군 참모진에 합류했다. 1925년 7월 1일 비행단장으로 진급했으며, 1926년 그리니치 왕립 해군 대학에서 고위 장교 전쟁 과정을 수료한 후 1927년 3월 비커스 버지니아 폭격기를 조종하는 제7 비행대를 인수하여 폭격 정확도 향상에 집중했다.
포털은 1929년 제국 국방 대학에 입학했으며, 1930년 12월 공군성 작전 및 정보국 계획부 차장이 되었다. 1931년 7월 1일 group captain으로 진급했으며, 1934년 2월 아덴 주둔 영국군 사령관으로 임명되었다. 이 역할에서 그는 공중 봉쇄를 사용하여 지역 부족민을 통제하려 했다. 1935년 1월 1일 air commodore로 진급했으며, 1936년 1월 제국 국방 대학 지휘 참모진에 합류했다. 포털은 1937년 7월 1일 air vice-marshal로 진급했으며 1937년 9월 1일 공군성 조직국장으로 임명되었다.

## 제2차 세계 대전
1939년 신년 서훈에서 바스 훈장 컴패니언으로 임명된 포털은 1939년 2월 1일 공군 위원회의 인력 담당 공군원이 되었다. 그는 1939년 9월 3일 공군 원수 직무대리로 진급했으며 1940년 4월 RAF 폭격기 사령부의 총사령관으로 임명되었고 1940년 7월 1일에는 공군 원수 정식 계급으로 진급했다. 포털은 영국 대공습에서 이미 루프트바페가 공격 목표로 삼고 있던 것과 같은 종류의 목표물, 즉 독일 산업 지역에 대한 전략적 지역폭격을 옹호했다. 그는 1940년 생일 서훈에서 바스 훈장 나이트 커맨더로 진급했다.
1940년 10월 25일, 포털은 공군참모총장으로 임명되었고 임시 계급으로 공군 원수를 받았다 (1942년 4월 정식 계급으로 확정되었다). 그는 전쟁이 끝날 때까지 이 직위를 유지했다. 그가 해결해야 할 첫 번째 문제는 영국 왕립 해군이 영국 왕립 공군 해안사령부를 인수하려는 시도와 영국 육군이 자체 육군 항공대를 설립하려는 시도였다. 포털은 영국 육군과 해군 모두에게 영국 왕립 공군이 그들의 요구를 적절히 처리할 수 있음을 성공적으로 설득했다. 포털이 해결해야 할 두 번째 문제는 새로운 전략폭격 공세의 필요성이었다. 1941년 8월, 그는 영국 왕립 공군 주간 공습의 상대적인 비효율성과 야간 지역 폭격 제안에 대한 보고서를 받았는데, 이 제안을 실행하기 위해 새로운 리더가 필요하다고 판단하고 폭격사령관인 공군 원수 리처드 피어스를 아서 해리스로 교체했다. 그는 1942년 생일 서훈에서 바스 훈장 나이트 그랜드 크로스로 진급했다.

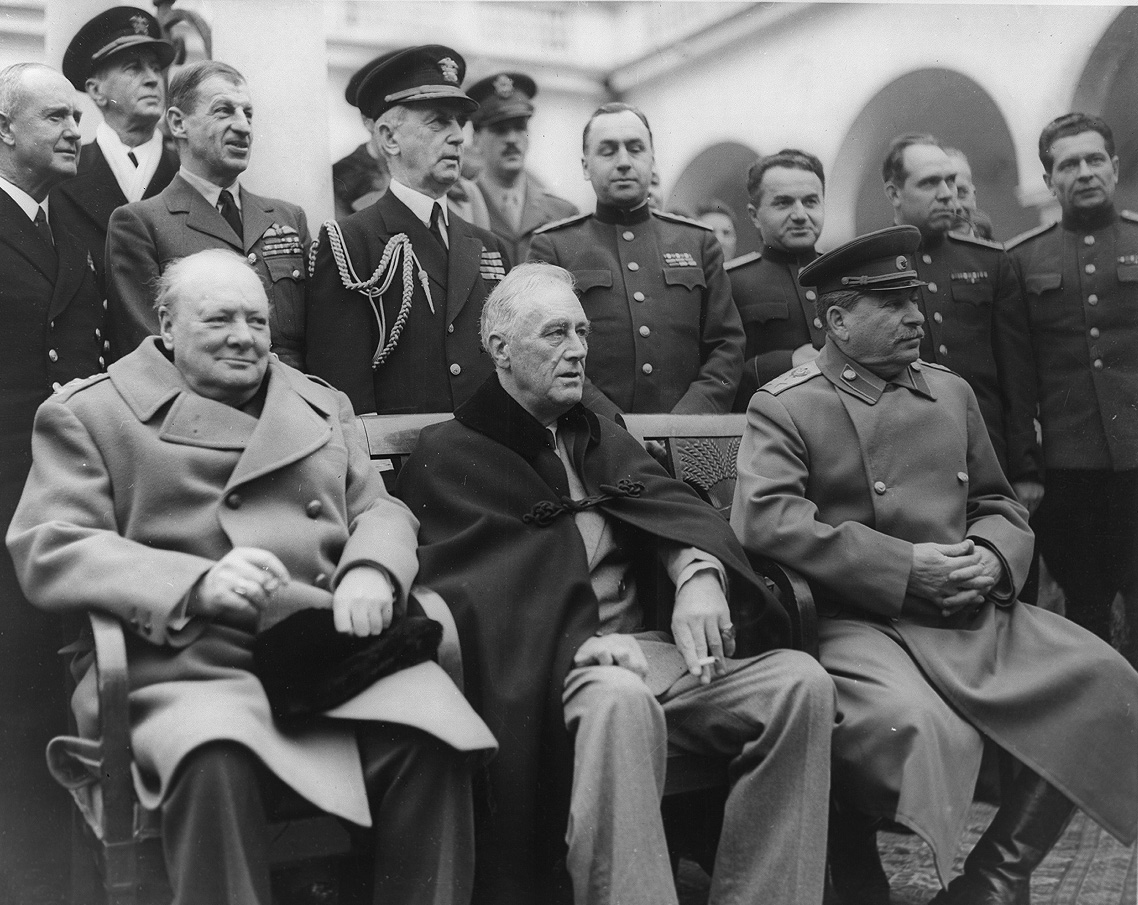
얄타 회담. 포털은 처칠 뒤에 서 있다.

포털은 처칠을 모든 주요 회의에 동반했고 미국인들에게 좋은 인상을 남겼다. 1943년 1월, 카사블랑카 회담에서 연합군 참모본부는 그를 미국과 영국의 폭격 병력을 조정하여 독일에 대한 연합 폭격 공세를 수행하도록 선정했다. 병력은 오버로드 작전 기간 동안 미국 육군 드와이트 D. 아이젠하워 장군에게 이관되었지만, 그들의 통제권이 연합군 참모본부로 돌아왔을 때, 포털은 여전히 추축국의 석유 생산 시설과 같은 특정 목표물 대신 독일 도시에 대한 지역 폭격을 옹호했다. 그는 1944년 1월 1일 영국 왕립 공군 원수로 진급했다.

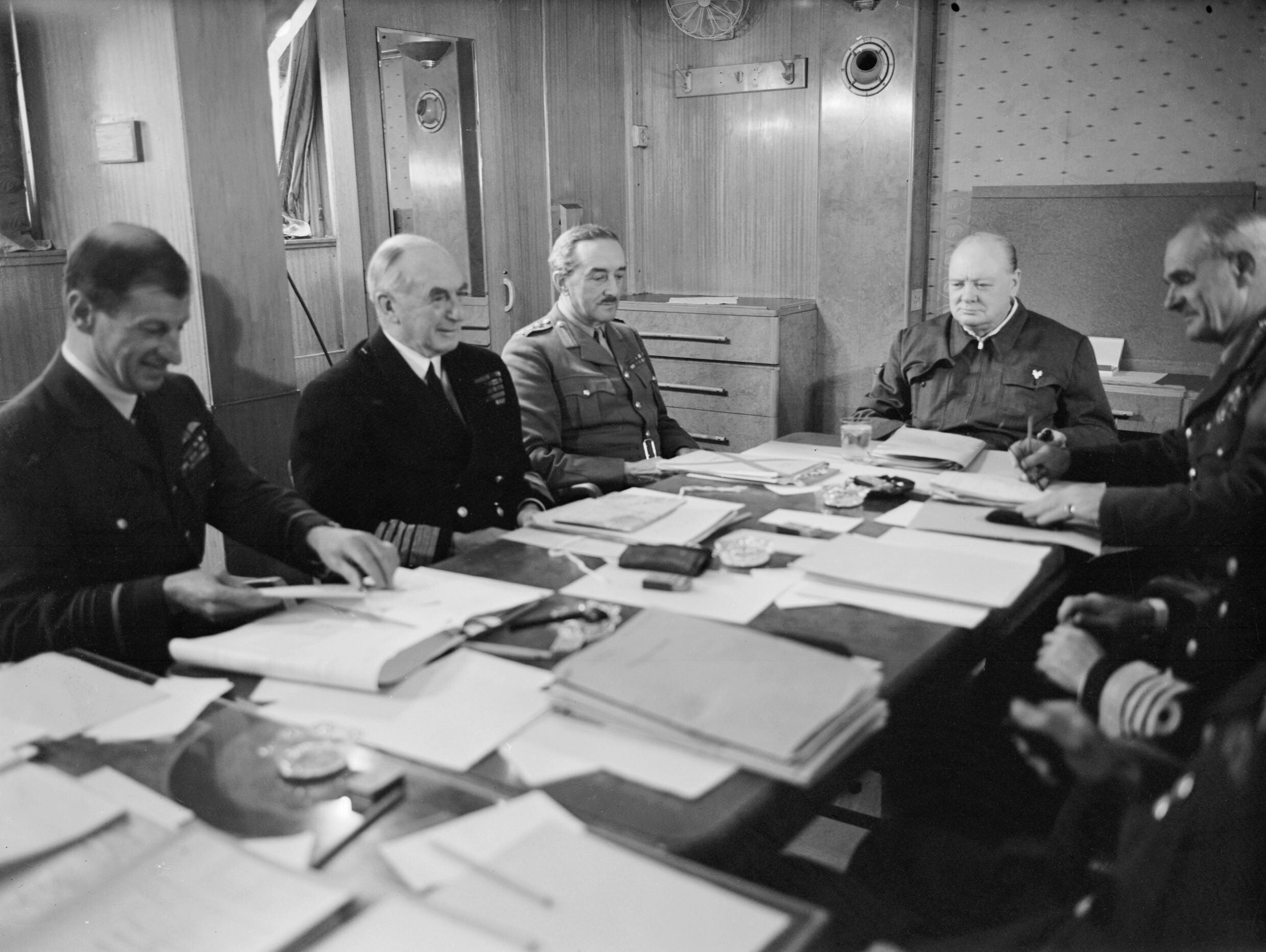
1943년 5월, RMS 퀸 메리호에 탑승하여 회의 테이블에 둘러앉아 있는 모습 (왼쪽부터): 공군 원수 찰스 포털 경, 해군 원수 더들리 파운드 경, 육군 대장 제1대 앨런브룩 자작 앨런 브룩 경, 윈스턴 처칠 경. 처칠 총리가 테이블 끝에서 회의를 주재하고 있다.

1944년 초, 포털의 전략폭격에 대한 견해가 바뀌었다. 그는 폭격기가 연합군의 공세에서 더 보조적인 역할을 할 수 있다고 생각했다. (포털의 생각에 대해 알려진 많은 부분은 그가 작성한 비망록에 기반을 두고 있다.) 그는 폭격 병력의 엄청난 증강을 바탕으로 새로운 접근 방식을 주장했는데, 이는 정밀 폭격뿐만 아니라 인구 10만 명을 초과하는 모든 독일 도시에 대한 야간 무차별 지역폭격도 수행할 것이었다. 포털은 그 결과 독일의 전쟁 노력과 민간인 사기에 대한 피해가 6개월 이내에 승리로 이어질 것이라고 생각했다. 1945년의 두 번째 비망록도 유사한 주장을 했다.
1945년 3월, 윈스턴 처칠은 몇 주 전 드레스덴의 화염 폭풍 이후 포털의 지역 폭격 전략을 중단하라는 최종 명령을 내렸다. 처칠은 나중에 "드레스덴의 파괴는 연합군 폭격 작전에 대한 심각한 의문을 남긴다"고 쓰면서 폭격과 거리를 두었다.

## 전후 활동

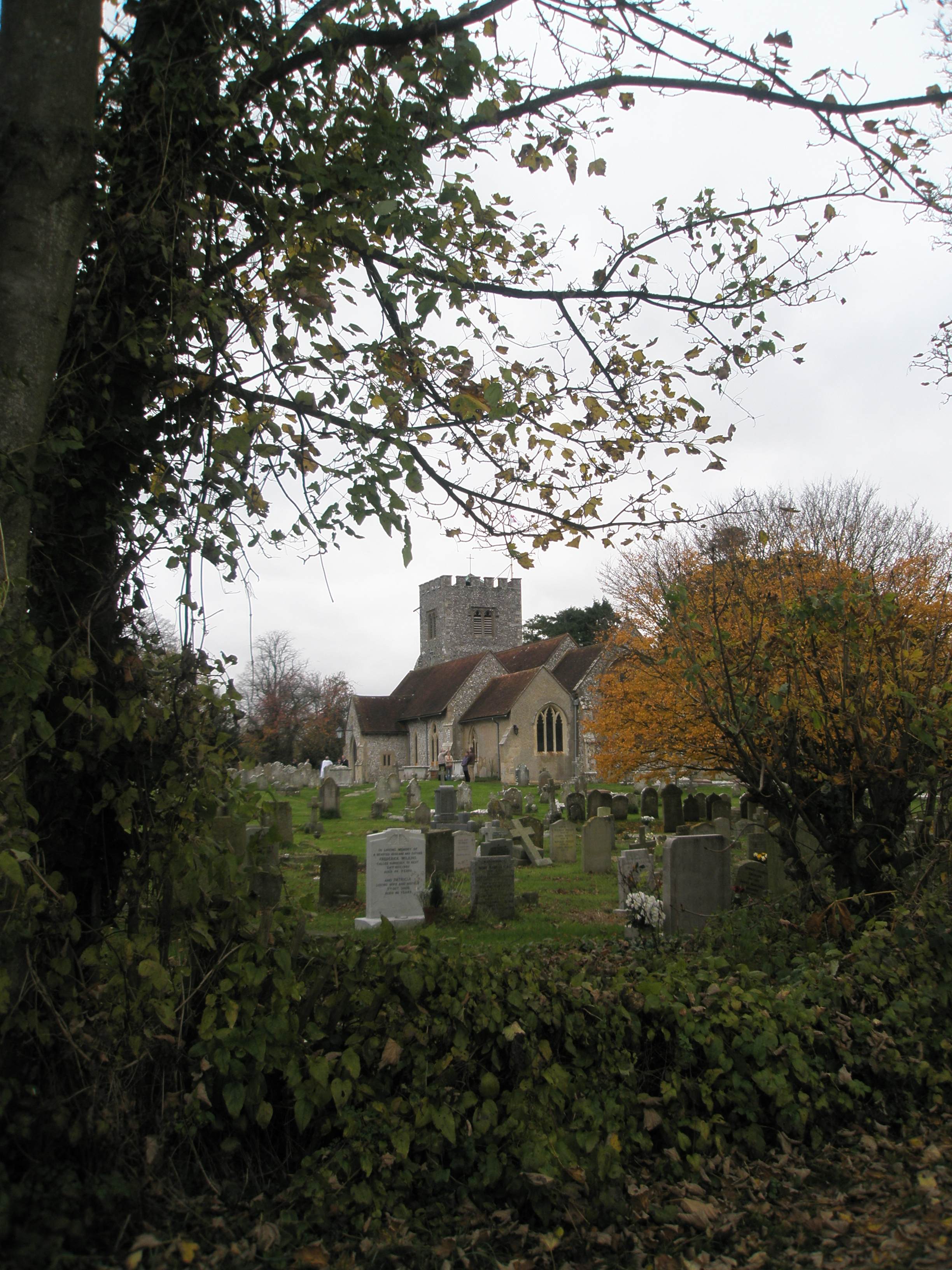
웨스트서식스주 펀팅턴에 있는 세인트 메리 교구 교회 및 묘지로, 헝거퍼드의 포털 경의 유해가 묻혀 있다.

1945년 전쟁이 끝난 후, 포털은 영국 왕립 공군에서 은퇴했고 1945년 10월 12일 버크셔주에서 자신의 아들 없이 딸과 그 남자 상속인에게 상속될 수 있도록 '헝거퍼드의 포털 남작'으로 귀족에 올랐다. 1946년 2월 8일 그는 버크셔주에서 자신의 남자 상속인에게 정상적으로 상속될 수 있도록 '헝거퍼드의 포털 자작'으로 추가적인 영예를 얻었다. 그는 1946년 1월 1일 메리트 훈장의 일원이 되었다. 그는 또한 1946년 3월 15일 미국 무공훈장 (미국 육군)을 받았으며, 1947년 11월 18일 네덜란드 오라녜나사우 훈장의 기사 대십자 훈장을 받았다. 그는 또한 1948년 8월 27일 벨기에 크라운 훈장의 기사 대십자 훈장과 벨기에 크루아 드 게르, 1940년, 야자 잎을 받았다.
1946년부터 1951년까지 포털은 군수부의 생산 관리관이었다. 크리스토퍼 힌튼은 나중에 "그가 우리에게 도움이 되는 일을 했다고는 기억나지 않는다"고 말했다. 그는 1952년 2월 조지 6세의 장례식에 참석했고, 1953년 6월 엘리자베스 2세 대관식에 참석했다.
포털은 영국 항공기 기업의 회장으로 선출되었으며, 1958년/1959년에는 시티오브런던의 "알루미늄 전쟁"에서 튜브 인베스트먼트의 회장 겸 최고 경영자인 아이반 스테드포드 경의 적대적 인수 시도에 맞서 싸웠다. T.I.는 미국의 레이놀즈 메탈스와 함께 인수전에서 승리했으며, 이 과정에서 시티가 주주 및 투자자와 거래하는 방식을 재정립했다. 스테드포드는 포털을 대신하여 영국 알루미늄의 회장이 되었다. 1960년 포털은 영국 항공기 기업의 회장으로 선출되었다. 포털은 1971년 4월 22일 치체스터 근처 웨스트 애슐링에 있는 자택에서 암으로 사망했다. 그의 유해는 펀팅턴 교회 묘지에 있는 자택 근처에 묻혀 있다.

## 가족
1919년 7월, 포털은 조안 마가렛 웰비(1898–1996)와 결혼하여 아들 한 명(출생 시 사망)과 두 딸을 두었다. 자작 작위는 그와 함께 소멸되었으나, 남작 작위는 특별한 잔여조항에 따라 그의 장녀인 로즈메리 앤에게 계승되었고, 그녀는 1990년에 사망했다.

### 내용주
1. 1 2 3 4 5 6 7 8 9 10 11 12 13 14  "Portal, Charles Frederick Algernon." Oxford Dictionary of National Biography. Retrieved: 9 July 2012.
2. ↑  Richards 1978, pp. 6–11.
3. 1 2  Probert 1991, p. 23.
4. 1 2 3 4 5 6 7 8 9 10 11 12 13 14 15  "Marshal of the Royal Air Force Lord Portal." Air of Authority – A History of RAF Organisation. Retrieved: 29 July 2012.
5. ↑  “No. 29563”. 《런던 가제트》 (Supplement). 1916년 4월 28일. 4328쪽.
6. ↑  “No. 29691”. 《런던 가제트》 (Supplement). 1916년 8월 1일. 7636쪽.
7. ↑  “No. 30776”. 《런던 가제트》. 1918년 7월 2일. 7771쪽.
8. ↑  “No. 29898”. 《런던 가제트》. 1917년 1월 9일. 462쪽.
9. ↑  “No. 30188”. 《런던 가제트》 (Supplement). 1917년 7월 17일. 7213쪽.
10. ↑  “No. 30813”. 《런던 가제트》 (Supplement). 1918년 7월 23일. 8739쪽.
11. ↑  “No. 31486”. 《런던 가제트》. 1919년 8월 1일. 9865쪽.
12. ↑  “No. 33063”. 《런던 가제트》. 1925년 7월 3일. 4456쪽.
13. ↑  “No. 33731”. 《런던 가제트》. 1931년 6월 30일. 4250쪽.
14. ↑  “No. 34119”. 《런던 가제트》 (Supplement). 1934년 12월 28일. 16쪽.
15. ↑  “No. 34414”. 《런던 가제트》. 1937년 7월 2일. 4253쪽.
16. ↑  “No. 34432”. 《런던 가제트》. 1937년 9월 3일. 5561쪽.
17. ↑  “No. 34594”. 《런던 가제트》. 1939년 1월 31일. 689쪽.
18. ↑  “No. 34742”. 《런던 가제트》. 1939년 11월 28일. 7963쪽.
19. ↑  “No. 34949”. 《런던 가제트》. 1940년 9월 20일. 5579쪽.
20. 1 2 3  Probert 1991, p. 24.
21. ↑  “No. 34989”. 《런던 가제트》 (Supplement). 1940년 11월 12일. 6492쪽.
22. ↑  “No. 35525”. 《런던 가제트》. 1942년 4월 14일. 1648쪽.
23. 1 2  Probert 1991, p. 25.
24. ↑  “No. 35586”. 《런던 가제트》. 1942년 6월 5일. 2478쪽.
25. 1 2  "The Logic Behind the Destruction of Dresden." Der Spiegel, 13 February 2009. Retrieved: 29 July 2012.
26. ↑  “No. 36309”. 《런던 가제트》 (Supplement). 1943년 12월 31일. 43쪽.
27. ↑  "British Bombing Strategy in World War Two." BBC, 17 February 2011. Retrieved: 29 July 2012.
28. ↑  “No. 37305”. 《런던 가제트》. 1945년 10월 12일. 5026쪽.
29. ↑  “No. 37461”. 《런던 가제트》. 1946년 2월 8일. 864쪽.
30. ↑  “No. 37407”. 《런던 가제트》. 1945년 12월 28일. 7쪽.
31. ↑  “No. 37501”. 《런던 가제트》 (Supplement). 1946년 3월 12일. 1379쪽.
32. ↑  “No. 38125”. 《런던 가제트》 (Supplement). 1947년 11월 14일. 5423쪽.
33. ↑  “No. 38390”. 《런던 가제트》. 1948년 8월 27일. 4724쪽.
34. ↑  《Development of Atomic Energy in Britain》. 《Nature》 (영어) 157. 1946년 2월 1일. 128쪽. Bibcode:1946Natur.157Q.128.. doi:10.1038/157128a0. ISSN 1476-4687.
35. ↑  David Kynaston (2007). 《Austerity Britain》. Bloomsbury. 449쪽. ISBN 978-0747579854.
36. ↑  “No. 39575”. 《런던 가제트》 (Supplement). 1952년 6월 17일. 3349쪽.
37. ↑  “No. 40020”. 《런던 가제트》 (Supplement). 1953년 11월 17일. 6268쪽.
38. ↑  Probert 1991, p. 26.
39. ↑  pixeltocode.uk, PixelToCode. “Charles, Viscount Portal”. 《Westminster Abbey》.

### 참고 자료
- Probert, Henry. High Commanders of the Royal Air Force. London: HMSO, 1991. ISBN 0-11-772635-4.
- Richards, Denis. Portal of Hungerford: The Life of Marshal of the Royal Air Force, Viscount Portal of Hungerford, KG, GCB, OM, DSO, MC. London: Heinemann, 1978. ISBN 0-434-62825-5.